# Manchester United FC:s reserv- och akademilag
Manchester United Football Club Under-21 är Manchester United FC:s reservlag. De spelar i Premier League 2. I Premier League 2 får man ha fyra spelare (en målvakt och tre utespelare) över 23 år; detta är nytt sedan säsongen 2016/2017.
Den nuvarande reservlagstränaren är Mark Dempsey. Från november 2008 till sommaren 2013 spelade reservlaget alla sina hemmamatcher på Moss Lane i Altrincham, hemmaarena för Altrincham FC. Säsongerna tidigare spelade laget på Victoria Stadium, hemmaarena för Northwich Victoria och Ewen Fields, hemmaarena för Hyde. Sedan sommaren 2014 spelar man sina hemmamatcher på Leigh Sports Village med plats för 12 000 åskådare. Enligt ligans regler skall tre matcher varje säsong spelas på A-lagets hemmaarena.
Den mest framgångsrika tränaren i Manchester Uniteds reservlag är René Meulensteen. Meulensteen vann fyra av de fem tillgängliga troféerna säsongen 2004/2005, Premier Reserve League North, Central League North, Central League Cup och de nationella slutspelen mellan vinnarna av Premier Reserve League North och Premier Reserve League South. Laget slutade även på andra plats i Manchester Senior Cup. Meulensteen följde upp detta under 2006 då han ledde laget till en vinst i norra och nationella Premier Reserve League och genom att vinna Manchester Senior Cup.
Säsongen 2012/2013 blev man det första laget att vinna Barclays U21 Premier League efter att det gamla seriesystemet gjorts om.
Manchester United's U-18 lag tränas av Travis Binnion. De spelar i Premier League Under-18s Group 2 och FA Youth Cup; deras matcher spelas på United's träningsanläggning Carrington.

## U21-laget

### Truppen
| 45 | Nordirland | Dermot Mee | 20 november 2002 | Manchester United FC |

| 80 | England | Tyler Fredricson | 23 februari 2005 | Manchester United FC |
| 86 | England | Marcus Lawrence  | 24 juni 2005     | Manchester United FC |

| 35 | England | Tom Huddlestone | 28 december 1986 | Hull City (-22)              |
| 65 | England | Toby Collyer    | 3 januari 2004   | Brighton & Hove Albion (-22) |
| 67 | England | Omari Forson    | 20 juli 2004     | Manchester United FC         |

| 56 | England | Charlie McNeill | 9 september 2003 | Manchester City (-20) |
| -  | England | Ethan Ennis     | 11 december 2004 | Liverpool (-21)       |

#### Utlånade spelare
| Nr | Land     | Pos | Namn                                                |
| -- | -------- | --- | --------------------------------------------------- |
| 40 | Tjeckien | MV  | Radek Vitek (i Accrington Stanley till 31 maj 2024) |
| 48 | England  | F   | Will Fish (i Hibernian till 31 maj 2024)            |
| 52 | England  | A   | Joe Hugill (i Burton Albion till 31 maj 2024)       |
| 66 | England  | F   | Rhys Bennett (i Stockport County till 31 maj 2024)  |
| 71 | England  | MV  | Tom Wooster (i Macclesfield till 31 maj 2024)       |

| Nr | Land    | Pos | Namn                                                  |
| -- | ------- | --- | ----------------------------------------------------- |
| 72 | England | MF  | Sam Mather (i Rochdale till 31 maj 2024)              |
| 79 | England | F   | Sam Murray (i Rochdale till 31 maj 2024)              |
| -  | Polen   | F   | Maxi Oyedele (i Forest Green Rovers till 31 maj 2024) |
| -  | England | F   | Sonny Aljofree (i Altrincham till 31 maj 2024)        |

### Tränarhistoria
- Wilf McGuinness (1970–1971)
- Bill Foulkes (1971–1974)
- Jack Crompton (1974–1981)
- Brian Whitehouse (1981–1991)
- Pop Robson (1991–1995)
- Jimmy Ryan (1991–2000)
- Mike Phelan (2000–2001)
- Brian McClair (2001–2002)
- Mike Phelan (2002)
- Ricky Sbragia (2002–2005)
- Brian McClair (2004–2005)
- René Meulensteen (2005–2006)
- Brian McClair (2006–2008)
- Ole Gunnar Solskjær &  Warren Joyce (2008–2011)
- Warren Joyce (2011–2016)
- Nicky Butt (2016–2017)

### Meriter
- Professional Development League: 3
  - 2013, 2015, 2016
- Premier Reserve League North Champions: 5
  - 2002, 2005, 2006, 2010, 2012
- Premier Reserve League National Playoff Winners: 4
  - 2005, 2006, 2010, 2012
- Central League North: 9
  - 1913, 1921, 1939, 1947, 1956, 1960, 1994, 1996, 1997
- Central League Division 1 West: 1
  - 2005
- Central League Cup: 1
  - 2005
- Manchester Senior Cup: 27
  - 1908, 1910, 1912, 1913, 1920, 1924, 1926, 1931, 1934, 1936, 1937, 1939, 1948, 1955, 1957, 1959, 1964, 1999, 2000, 2001, 2004, 2006, 2008, 2009, 2011, 2012, 2013, 2014
- Lancashire Senior Cup: 15
  - 1898, 1913, 1914, 1920 (delad), 1929, 1938, 1941, 1943, 1946, 1951, 1969, 2008, 2009, 2012, 2013

## Akademin
Manchester Uniteds akademi har varit ansvariga för att ha producerat några av Manchester Uniteds bästa spelare genom tiderna, bland annat de fem spelare som har spelat flest matcher för klubben, Ryan Giggs, Bobby Charlton, Bill Foulkes, Paul Scholes och Gary Neville. Den aktuella akademin är baserad på Trafford Training Centre, en 70-tunnland (280 000 m2) stor plats i Manchesterförorten Carrington.
Akademien består av olika lag efter åldersgrupp från U9-laget upp till U18-laget, som för närvarande spelar i Grupp B i Premier Academy League och i FA Youth Cup (en turnering som de har vunnit tio gånger). U16-laget och U18-laget spelar vanligtvis sina ligamatcher klockan 11:00 på lördagmorgonen på Carrington, medan Youth Cup-matcherna spelas på antingen Altrinchams arena Moss Lane (där Manchester Uniteds reservlag spelar sina hemmamatcher) eller klubbens egna arena Old Trafford, för att tillgodose det större antalet supportrar dessa tävlingar lockar.
Kieran McKenna är huvudtränare för akademins U18-lag.
År 2007 blev akademilaget de första vinnarna i Champions Youth Cup som är avsett att vara ett VM för ungdomslag, efter att ha besegrat Juventus med 1–0 i finalen i Malaysia.

### Nuvarande akademispelare
| 50 | England    | Elyh Harrison | 19 februari 2006 | Stevenage (-22)      |
| 74 | England    | Tom Myles     | 17 november 2005 | Manchester United FC |
| -  | Nordirland | Will Murdock  | 26 maj 2007      | Manchester United FC |

| 70 | England   | Harry Amass     | 16 mars 2007      | Watford (-23)        |
| 75 | England   | Habeeb Ogunneye | 12 november 2005  | Manchester United FC |
| 76 | England   | James Nolan     | 2 oktober 2005    | Manchester United FC |
| 77 | Skottland | Jack Kingdon    | 16 november 2005  | Manchester United FC |
| 78 | Skottland | Louis Jackson   | 18 september 2005 | Manchester United FC |
| -  | England   | Jaydan Kamason  | 8 december 2006   | Manchester United FC |
| -  | England   | Reece Munro     | 21 juli 2007      | Manchester United FC |

| 79 | England   | Finley McAllister | 16 juli 2006      | Manchester United FC  |
| 80 | England   | Ruben Curley      | 5 september 2005  | Manchester United FC  |
| 82 | England   | Ethan Williams    | 14 november 2005  | Manchester United FC  |
| 92 | Gibraltar | James Scanlon     | 28 september 2006 | Manchester United FC  |
| 94 | England   | Jayce Fitzgerald  | 9 maj 2007        | Manchester United FC  |
| -  | England   | Jack Fletcher     | 19 mars 2007      | Manchester City (-23) |
| -  | England   | Jack Moorhouse    | 29 november 2005  | Manchester United FC  |
| -  | England   | Jacob Devaney     | 11 juni 2007      | Manchester United FC  |
| -  | Skottland | Tyler Fletcher    | 19 mars 2007      | Manchester City (-23) |
| -  | England   | Zach Baumann      | 2 januari 2007    | Manchester United FC  |

| 84 | England   | Ethan Wheatley     | 20 januari 2006   | Manchester United FC |
| 86 | England   | Ashton Missin      | 15 augusti 2006   | Manchester United FC |
| 88 | England   | Victor Musa        | 5 september 2006  | Manchester United FC |
| 93 | England   | Shea Lacey         | 14 april 2007     | Manchester United FC |
| -  | Wales     | Gabriele Biancheri | 18 september 2006 | Cardiff City (-23)   |
| -  | Skottland | Malachi Sharpe     | 20 november 2005  | Derby County (-21)   |
| -  | England   | Sekou Kaba         | 28 mars 2007      | Manchester United FC |

#### Utlånade spelare
| Nr | Land | Pos | Namn |
| -- | ---- | --- | ---- |

| Nr | Land | Pos | Namn |
| -- | ---- | --- | ---- |

### Meriter
- Blue Stars/FIFA Youth Cup: 18[4]
  - 1954, 1957, 1959, 1960, 1961, 1962, 1965, 1966, 1968, 1969, 1975, 1976, 1978, 1979, 1981, 1982, 2004, 2005
- Champions Youth Cup: 1 
  - 2007
- FA Youth Cup: 10[5]
  - 1953, 1954, 1955, 1956, 1957, 1964, 1992, 1995, 2003, 2011, 2022
- Milk Cup: 4[6]
  - 1991, 2003, 2008, 2009, 2013, 2014
- Premier Academy League U18: 3
  - 1998–99, 2000–01, 2009–10
- Lancashire League Division One: 12
  - 1954/1955, 1983/1984, 1984/1985, 1986/1987, 1987/1988, 1989/1990, 1990/1991, 1992/1993, 1994/1995, 1995/1996, 1996/1997, 1997/1998
- Lancashire League Division Two: 5
  - 1964/1965, 1969/1970, 1971/1972, 1988/1989, 1996/1997
- Lancashire League Division One Supplementary Cup: 4
  - 1954/1955, 1955/1956, 1959/1960, 1963/1964
- Lancashire League Division Two Supplementary Cup: 10
  - 1955/1956, 1956/1957, 1959/1960, 1961/1962, 1963/1964, 1964/1965, 1965/1966, 1969/1970, 1971/1972, 1976/1977

## Personal
- Akademichef: Nick Cox
- Chef för Ungdomsträning: Travis Binnion
- Manager U21: Mark Dempsey
- Assisterande tränare U21: Paul McShane
- Spelande assisterande tränare U21: Tom Huddlestone
- Målvaktstränare U21: Christopher Backhouse
- Huvudtränare U18: Travis Binnion
- Ass. tränare U18: Colin Little
- Målvaktstränare U18: Kevin Wolfe
- Huvudtränare för U16: Tommy Martin
- Huvudtränare för U15: Martin Drury
- Huvudtränare för U14: Rick Ashcroft
- Huvudtränare för U13: Hasney Aljofree
- Huvudtränare för U12: Lee Unsworth
- Huvudtränare för U10: Eamon Mulvey
- Läkare: Dr. Tony Gill
- Chefsfysiolog: Mandy Johnson
- Fysiolog: John Davin & Richard Merron